# Campylopus comosus
Campylopus comosus är en bladmossart som beskrevs av Roelof Benjamin van den Bosch och Sande Lacoste 1858. Campylopus comosus ingår i släktet nervmossor, och familjen Dicranaceae. Inga underarter finns listade i Catalogue of Life.